# 克里米亞的亞美尼亞人

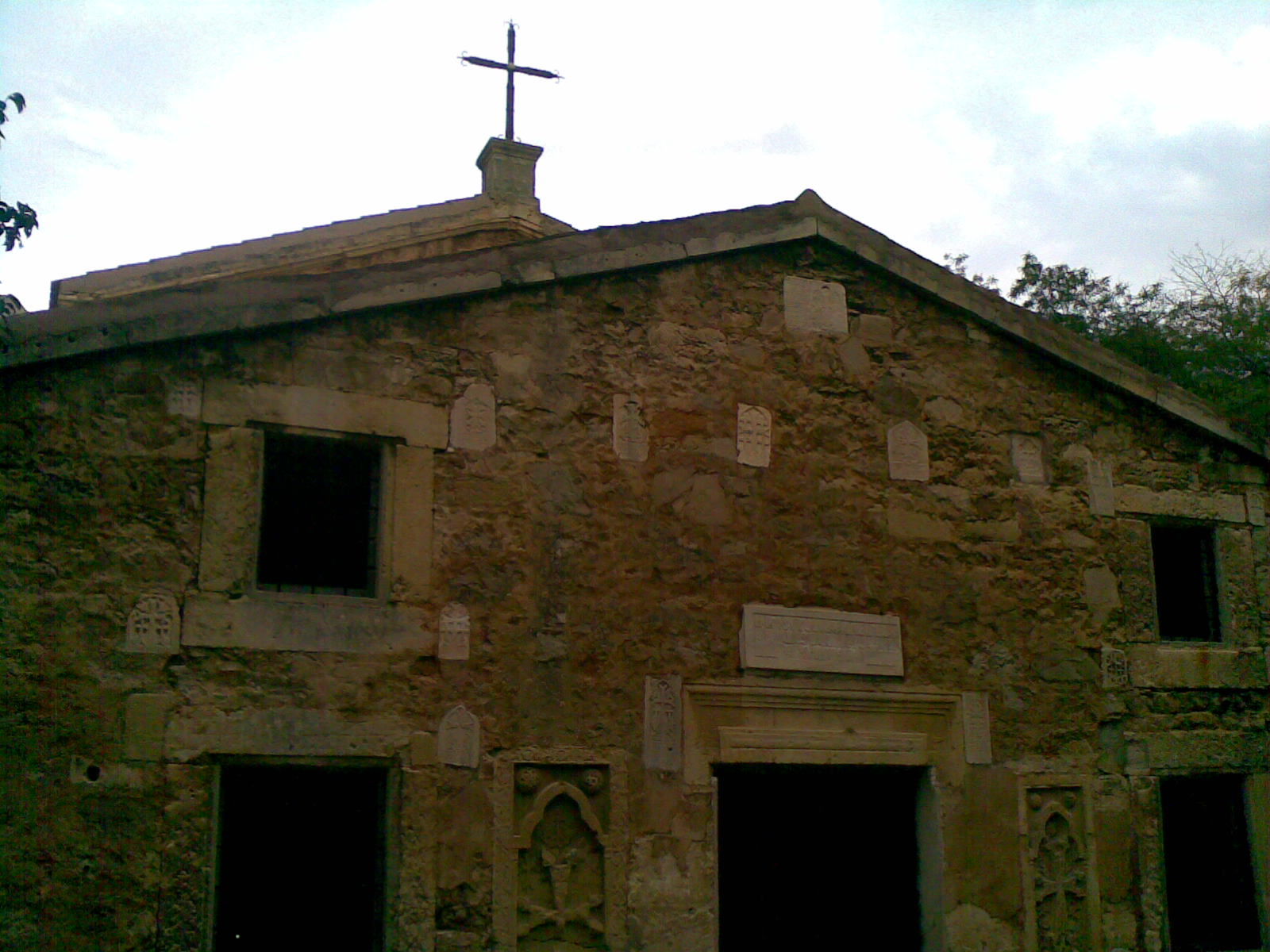
一所位於克里米亞的亞美尼亞教堂

自中世紀以來，已有亞美尼亞人居於克里米亞（現為俄羅斯和烏克蘭爭議領土）。
11世紀中期，亞美尼亞人開始移民到克里米亞；雖然這批移民的政治、經濟和社會條件並沒有隨著時間的推移而改善，但隨後亦有亞美尼亞人移民到當地。如今，克里米亞半島約有10000至20000名亞美尼亞人。

## 分佈
目前，克里米亞的亞美尼亞人社群在集中在辛菲羅波爾、葉夫帕托里亞、費奧多西亞、刻赤、雅爾塔、塞瓦斯托波爾、苏达克等城市。《亞美尼亞僑民百科》（Armenia Diaspora Encyclopedia）估計2003年有20000名亞美尼亞人居住在當地。
1470年代，費奧多西亞總人口約三分之二（即約46000至70000人）為亞美尼亞人。1941年，亞美尼亞人佔費奧多西亞總人口的20%以上（即約557人） 。

## 社區生活
克里米亞社會在有關當地亞美尼亞人的事務上扮演非常活潑的角色，而亞美尼亞人對該地區作出了極大的貢獻，這兩點亦可在土耳其對克里米亞的外交政策上看出。

## 文化
由於亞美尼亞人大多是亞美尼亞使徒教會信徒，克里米亞城市塞瓦斯托波爾、葉夫帕托里亞及費奧多西亞有許多在14世紀建造的教堂。費奧多西亞曾是居克里米亞亞美尼亞人的精神中心，該鎮有許多亞美尼亞學校、教堂、銀行、貿易公司、客棧和手工藝店舖；舊克里木為第二大亞美尼亞人居住地，當地亦有大量亞美尼亞教堂、學校及社區設施；另一主要的亞美尼亞人定居點為蘇達克。
在19世紀末和20世紀，亞美尼亞人在克里米亞的社區活動激增，他們自己組成的社區組織，並開展教會慈善活動；克里米亞的卡托利科斯更在1842年失去克里米亞亞美尼亞教會首席領袖的地位。